# Acronema
Acronema je rod rostlin z čeledi miříkovité (Apiaceae). Tento rod má 34 druhů a jsou to byliny.

## Popis
Rostliny z tohoto rodu jsou dvouleté nebo vytrvalé byliny. Lodyha je vzpřímená a žebrovaná. Okvětní lístky jsou bílé nebo fialovočervené.

## Rozšíření
Je rozšířený v Himálaji a v Číně. Většina druhů tohoto rodu roste v podrostu lesů a houštin, a to ve vysokých nadmořských výškách 3000–5250 m n. m.

## Seznam druhů
- Acronema alpinum
- Acronema astrantiifolium
- Acronema brevipedicellatum
- Acronema bryophilum
- Acronema chienii
- Acronema chinense
- Acronema commutatum
- Acronema crassifolium
- Acronema cryptosciadeum
- Acronema dyssimetriradiata
- Acronema evolutum
- Acronema forrestii
- Acronema gracile
- Acronema graminifolium
- Acronema handelii
- Acronema hookeri
- Acronema ioniostyles
- Acronema johrianum
- Acronema minus
- Acronema mukherjeeanum
- Acronema muscicola
- Acronema nervosum
- Acronema paniculatum
- Acronema phaeosciadeum
- Acronema pilosum
- Acronema pneumatophobium
- Acronema pseudotenerum
- Acronema refugicola
- Acronema rivale
- Acronema schneideri
- Acronema sichuanense
- Acronema tenerum
- Acronema xizangense
- Acronema yadongense